# Gabriella Monteduro
Gabriella Monteduro, née le 6 février 1970, est une patineuse de vitesse sur piste courte italienne.

## Biographie
Aux épreuves de Patinage de vitesse sur piste courte aux Jeux olympiques de 1988, elle remporte le relais féminin avec Cristina Sciolla, Maria Rosa Candido et Barbara Mussio.

## Palmarès
- 1988 :  Jeux olympiques de 1988, relais 3 000 m